# پیوترویچه (شهرستان اوتووتسک)
پیوترویچه [pjɔtrɔˈvit͡sɛ] یک روستا در منطقه اداری ازگمینا کارچو در شهرستان اوتووتسک در استان ماسوویان مرکز شرقی لهستان است. این روستا حدود ۹ کیلومتر (۶ مایل) جنوب کارچف، ۱۳ کیلومتر (۸ مایل) جنوب اوتووتسک و ۳۱ کیلومتر (۱۹ مایل) جنوب شرق ورشو جای دارد.
تا سال ۲۰۱۳ جمعیت آن در حدود ۳۵۲ تن بوده‌است.